# Vanikoroidea
Vanikoroidea is een superfamilie van weekdieren uit de klasse van de Gastropoda (slakken).

## Families
- Aclididae G.O. Sars, 1878
- Eulimidae Philippi, 1853
- Haloceratidae Warén & Bouchet, 1991
- Hipponicidae Troschel, 1861
- Vanikoridae Gray, 1840